# محمد بن عثمان الحشائشي
محمد بن عثمان الحشائشي الشريف التونسي، وُلِدَ في تونس العاصمة، يوم 26 رمضان 1271 هـ / 12 جويلية 1855م - وتوفي فيها سنة 1330 هـ / 1917م، هو مؤرخ وأديب ورحالة تونسي.

## أصوله
ينحدر محمد بن عثمان الحشائشي من أسرة علمية ذات وجاهة، كان جدّه الحاج محمد ابن الحاج قاسم متولى قضاء الفريضة، أي تحرير المواريث وتقدير النفقات في عهد حمودة باشا الحسيني، وكان والده شيخ من شيوخ جامع الزيتونة يعمل بالديوان الشرعي.

## نشأته
تلقى محمد بن عثمان الحشائشي تعليما تقليديا، اذ حفظ القرآن في صغره ثم التحق بجامع الزيتونة ليتتلمذ على ثلة من العلماء مثل أحمد الورتاني ومحمد بن الخوجة، إلى أن أحرز شهادة التطويع، مما مكنه من التدريس في جامع الزيتونة، ثم تولى خطة العدالة (أي التوثيق) سنة 1293هـ/1896م.